# Paulamys naso
Paulamys naso és una espècie de mamífer rosegador de la família dels múrids. És endèmica de l'illa de Flores (Indonèsia). En un primer moment fou descrita com a espècie extinta, però des d'aleshores se n'ha trobat com a mínim un exemplar vivent. El seu hàbitat natural són els boscos montans. Està amenaçada per la destrucció del seu medi. El seu nom específic, naso, significa ‘nas’ en llatí.